# Pierre-Yves McSween
Pierre-Yves McSween est un comptable, enseignant, animateur de télévision et de radio et auteur québécois né à Salaberry-de-Valleyfield en 1979. Spécialisé en éducation financière, il vulgarise les finances personnelles de manière humoristique et décomplexée dans différents médias au Québec.

## Biographie
Il commence ses études supérieures en ingénierie informatique à Polytechnique Montréal en 1998, mais se tourne ensuite vers le baccalauréat en administration des affaires qu'il complète en 2002 à HEC Montréal. Il poursuit sa formation avec un diplôme d'études supérieures spécialisées en comptabilité publique en 2003, un certificat en journalisme en 2006 et une maîtrise en administration des affaires en 2009,. Il travaille comme auditeur chez EY et consultant analyste à la Banque Laurentienne durant ses études. Il sera ensuite chargé de cours à HEC Montréal de 2007 à 2015 et enseignant en Techniques administratives entre 2011 et 2019 au Cégep régional de Lanaudière.
Sa carrière médiatique débute en 2011 quand il devient chroniqueur aux émissions de radio Samedi et rien d'autre et Culture physique sur ICI Radio-Canada Première,. Il entame également une collaboration avec le journal La Presse à partir de 2012. Il rédige aussi un blogue pour Voir entre 2015 et 2018. Il est bientôt invité à participer à plusieurs émissions de télévision comme Entrée principale et Tout le monde en parle. Sa nouvelle notoriété le fait même apparaître comme l'une des marionnettes récurrentes de l'émission humoristique ICI Laflaque.
Son style a été qualifié comme « direct, cru, drôle et, disons-le, moralisateur », lui permettant de parler de finances de « manière décomplexée ». Certains critiquent son appel à la sobriété financière dans un objectif de mieux « tirer profit d’un système toxique »,.
Depuis 2015, il est chroniqueur spécialisé en finances personnelles et en économie pour les radios de Cogeco Média, participant aux émissions Puisqu'il faut se lever (Paul Arcand), Le Québec maintenant (Patrick Lagacé) et Bouchard en parle. Du côté de la télévision, il anime l'émission L'indice Mc$ween depuis 2017 à Télé-Québec. En 2016, il publie son premier livre En as-tu vraiment besoin ?. Quatre ans après le succès de son premier livre, Pierre-Yves McSween est de retour avec un nouveau livre sur les finances personnelles, Liberté 45, dans lequel il explique que viser la liberté financière dès 45 ans est la meilleure décision financière que tout jeune adulte puisse prendre. En décembre 2024, Pierre-Yves McSween recommence à faire de la radio à Radio-Canada pour l'émission du matin.
Il est en couple avec l'écrivaine et chroniqueuse Geneviève Pettersen.

## Œuvres
Depuis 2016, McSween a publié trois livres auprès de St-Jean Éditeur :
- 2022 : La Facture amoureuse (avec Paul-Antoine Jetté)[17]
- 2020 : Liberté 45
- 2016 : En as-tu vraiment besoin ?

## Récompenses et nominations

### Récompenses
- 2018 : Fellow de l'Ordre des comptables professionnels agréés du Québec[18]
- 2016 : Prix de journalisme en littératie financière de l'Institut québécois de planification financière[19]

### Nominations
- 2019, 2021, 2022 : Prix Gémeaux de la meilleure animation d'un magazine de service pour L'indice Mc$ween[20]